# Lepanthes demissa
Lepanthes demissa är en orkidéart som beskrevs av Carlyle August Luer. Lepanthes demissa ingår i släktet Lepanthes och familjen orkidéer. Inga underarter finns listade i Catalogue of Life.